# Puysserampion
Puysserampion är en kommun i departementet Lot-et-Garonne i regionen Nouvelle-Aquitaine i sydvästra Frankrike. Kommunen ligger i kantonen Lauzun som tillhör arrondissementet Marmande. År 2022 hade Puysserampion 256 invånare.

## Befolkningsutveckling
Antalet invånare i kommunen Puysserampion
| Referens: INSEE |